# Charles Cadogan
Charles Sloane Cadogan (29 septembre 1728 - 3 avril 1807) est un pair britannique et un homme politique whig.

## Biographie
Il est le fils unique de Charles Cadogan (2e baron Cadogan) et de son épouse, Elizabeth, deuxième fille de Hans Sloane et fait ses études à Magdalen College, Oxford.
De 1749 à 1754 et à nouveau à partir de 1755, il est député de Cambridge jusqu'à ce qu'il hérite du titre de son père en 1776. Il est également nommé gardien de la bourse privée d'Édouard-Auguste de Grande-Bretagne en 1756, arpenteur des jardins du roi de 1764 à 1769 et Maître de la Monnaie de 1769 à 1784. En 1800, il est élevé dans la pairie en tant que 1er vicomte Chelsea et 1er comte Cadogan.
En 1777 il loue 100 acre du domaine familial à Chelsea à l'architecte Henry Holland afin de construire Sloane Square, Sloane Street, Cadogan Place et Hans Place.

## Famille
Le 30 mai 1747, il épouse Frances Bromley, fille de Henry Bromley (1er baron Montfort). Ils ont six enfants:
- Charles Cadogan (2e comte Cadogan) (1749–1832)
- William Bromley, (1751-1797)
- Thomas (1752-1782), officier de la marine mort à bord du HMS Glorieux.
- George (1754-1780), tué en Inde alors qu'il est officier dans l'armée HEIC.
- Edward (1758-1779), officier de l'armée
- Henry William (1761-1774)

La première épouse de Cadogan décède en 1768 et le 10 mai 1777, il épouse Mary Churchill (fille de Charles Churchill (1720-1812) et Mary Walpole, fille de Robert Walpole) et ils ont quatre enfants :
- Henry Cadogan (officier) (en) (1780-1813), tué à la bataille de Vitoria.
- George Cadogan (3e comte Cadogan) (1783–1864)
- Emily Mary (décédée en 1839), épouse Gerald Valerian Wellesley (fils cadet de Garret Wesley (1er comte de Mornington)) et est la mère de George Wellesley.
- Charlotte (1781–1853), mariée (1) Henry Wellesley (1er baron Cowley) (div. 1810), (2) Henry William Paget
- Edward Cadogan (1789–1851), marié (1) en 1823 Ellen Donovan, fille de Laurence Donovan, (2) en 1849 Jeanne Marie-Zoé Dipierrin à Tarbes[3]. Il meurt au Château d'Ayzac le 14 mai 1851[4].

Cadogan et sa seconde épouse divorcent en 1796 et, à sa mort à Santon Downham, dans le Suffolk, en 1807, ses titres sont transmis à son fils aîné, Charles, né de sa première épouse.